# Johann von Tilly

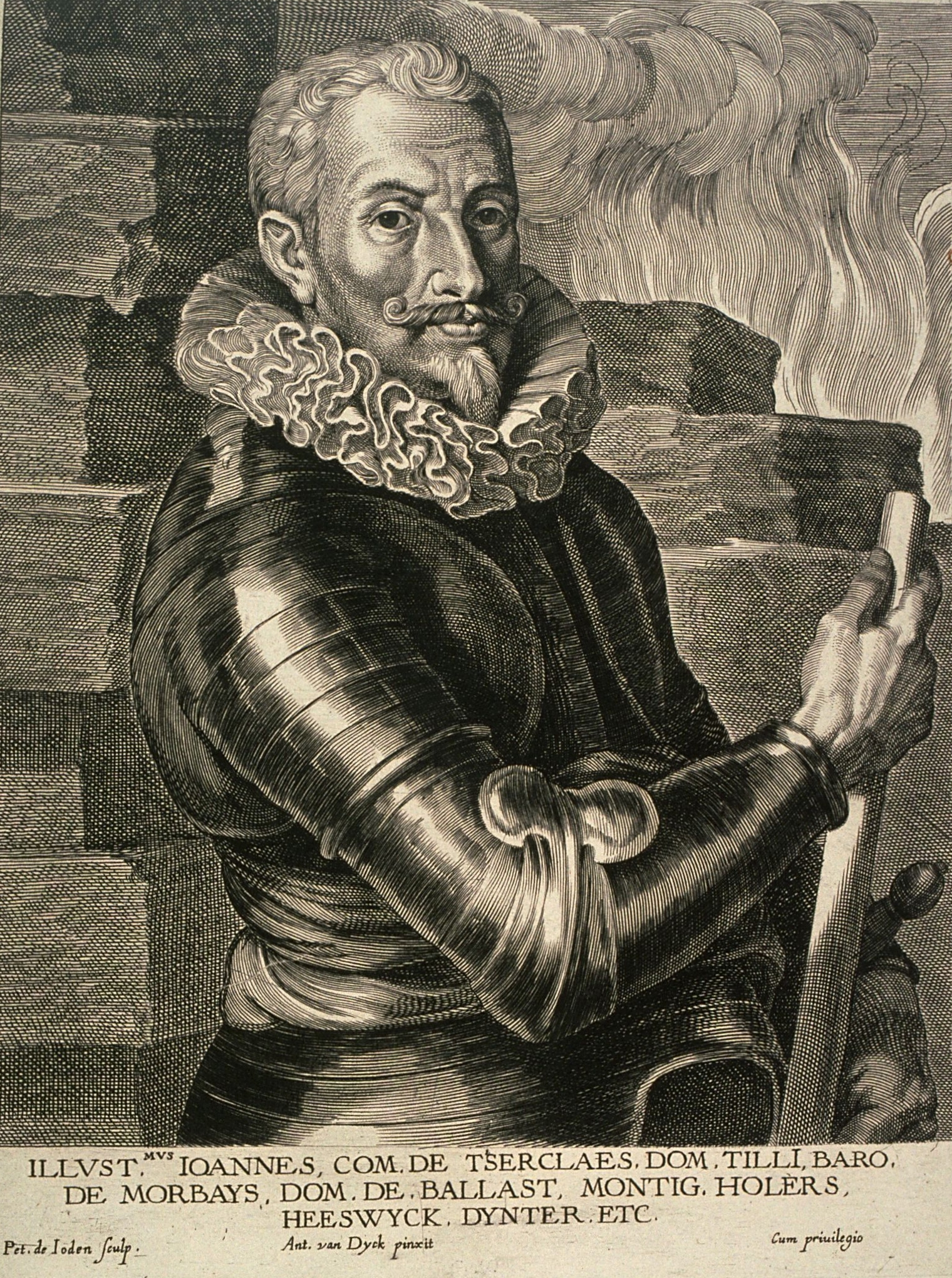
Johann Tserclaes von Tilly, portret în cupru de Pieter de Jode cel Bătrân

Johann t'Serclaes Graf von Tilly (născut Johann Tserclaes în luna februarie 1559 în Cetatea Tilly, Ducatul Brabant, azi Belgia - d. 30 aprilie 1632, Ingolstadt), din anul 1623 conte, general bavarez al Ligii Catolice și unul dintre cei mai renumiți comandanți ai Războiului de Treizeci de Ani. A făcut parte din armata sub conducerea lui Alessandro Farnese (1585), iar în 1594 s-a alăturat armatei împăratului Rudolf al II-lea împotriva turcilor. Numit de Maximilian I de Bavaria pentru a reorganiza armata bavareză (1610), Tilly a creat o forță eficientă care a devenit avangarda  Ligii catolice în Războiul de Treizeci de Ani. Forțele Ligii, conduse de Tilly, au câștigat Bătălia de la Muntele Alb (lângă Praga) (1620) și de la Lutter 1626. În 1630, forțele imperiale au fost,tot, sub comanda sa. În 1631 a atacat orașul protestant Magdeburg, dar distrugerea acestuia s-a dovedit dezastruoasă pentru Tilly. Nereușind să oprească avansul suedez în Germania, a fost învins la Breitenfeld (1631) și a fost rănit mortal ulterior, într-o altă bătălie. 